# Adolf Saenger
Adolf Saenger (* 23. März 1884 in Niederdielfen; † 7. Mai 1961 ebenda) war ein deutscher bildender Künstler.

## Leben
Adolf Saenger wurde 1884 in Niederdielfen bei Siegen geboren. Sein Großvater war der Maurermeister Johannes Heinrich Sänger aus Simmersbach im Dillkreis der am 8. November 1859 auf Rödgen im evangelischen Teil Elisabeth Siebel aus Niederdielfen zum Altar führte. Acht Kinder wurden in Niederdielfen geboren so auch am 5. August 1864 Elisabeth, die Mutter von Heinrich Adolf. Seine Eltern waren Landwirte und er machte eine Lehre zum Kesselschmied. Im Ersten Weltkrieg wurde er 1915 Frontsoldat. Nach einer Verletzung und Lazarettaufenthalt erhielt er im Dortmunder Werkstättenlazarett Zeichenunterricht. Nach seiner Entlassung studierte er ab 1917 an der Kunstgewerbeschule in München.
1920 zog er nach Berlin, eines der europäischen Kunstzentren, und studierte Bildhauerei bei Wilhelm Gerstel an der Hochschule der bildenden Künste in Berlin. Adolf Saenger wurde 1932 Mitglied im Verein Berliner Künstler (VBK), dem von Johann Gottfried Schadow 1841 gegründeten Berlinischen Künstlerverein, und lernte hier Künstler wie Hans Baluschek, Christian Schad und Georg Kolbe kennen.
1926 und 1939 unternahm Saenger umfangreiche Studienreisen nach Italien. „Die große Anerkennung für sein Schaffen“ kam „erst nach 1933“. Nun arbeitete er u. a. für das Propagandaministerium, das Erziehungsministerium und die Luftkriegsschule Dresden. Im Nationalsozialismus wurde er als „einer der hervorragendsten Träger der neuen deutschen Romantik“ gelobt. Saenger war Mitglied der Reichskammer der bildenden Künste.
1943 wurde sein Atelier durch Fliegerangriffe der Alliierten vernichtet. Er lebte noch zwei Jahre im Ostteil von Berlin. 1947 zog er zurück in seinen Geburtsort Niederdielfen. Er engagierte sich in der Kunstszene des Siegerlandes und Westfalens. Seine Arbeiten wurden in zahlreichen Ausstellungen präsentiert.
Adolf Saenger arbeitete in einer erheblichen Bandbreite, die sich intensiv mit der ihn umgebenden Landschaft und seinen Menschen auseinandersetzte. Neben zahlreichen Ölbildern schuf er beispielsweise Stadtplaketten in Siegen und Dortmund oder die Gedenktafel für die Gefallenen des Zweiten Weltkriegs in Göttingen. Auch die erste deutsche Goldmünze der Nachkriegszeit wurde von ihm gestaltet.
1952 erhielt er den Kritiker-Preis der Stadt Siegen, 1959 das Bundesverdienstkreuz des Verdienstordens der Bundesrepublik Deutschland. 
In seinem Geburtsort Niederdielfen gibt es eine Halle, die nach ihm benannt wurde.

## Adolf-Saenger-Stiftung
Mit Stiftungsurkunde vom Mai 1975 hat Frau Johanna Saenger, Witwe des Künstlers Adolf Saenger, dem Kreis Siegen-Wittgenstein und der Stadt Siegen je zur Hälfte 66 Öl- und Temperagemälde sowie über 500 Zeichnungen und Skizzen aus dem Nachlass ihres verstorbenen Mannes übereignet.